# 2007년 캘리포니아 산불

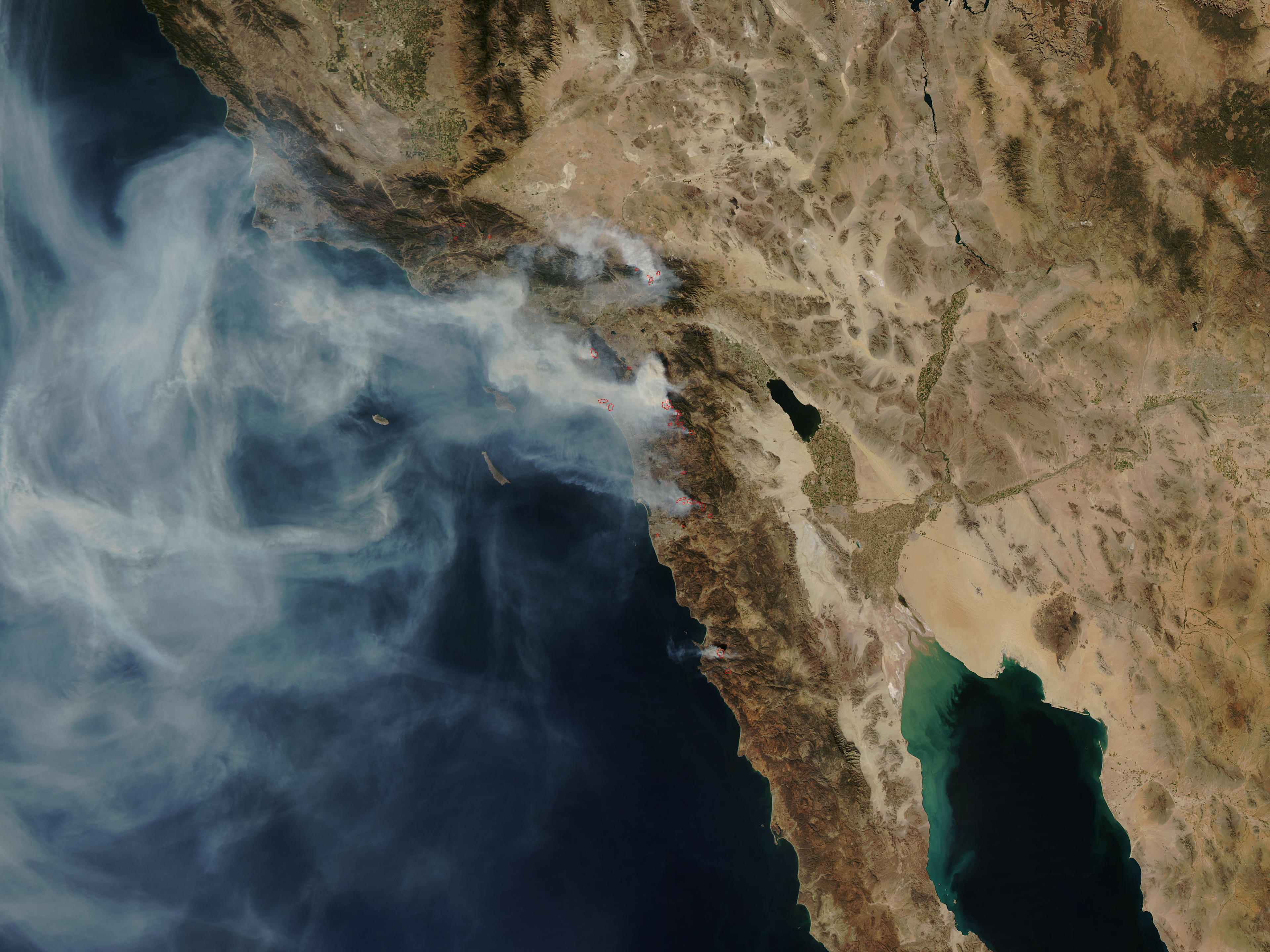
위성 사진

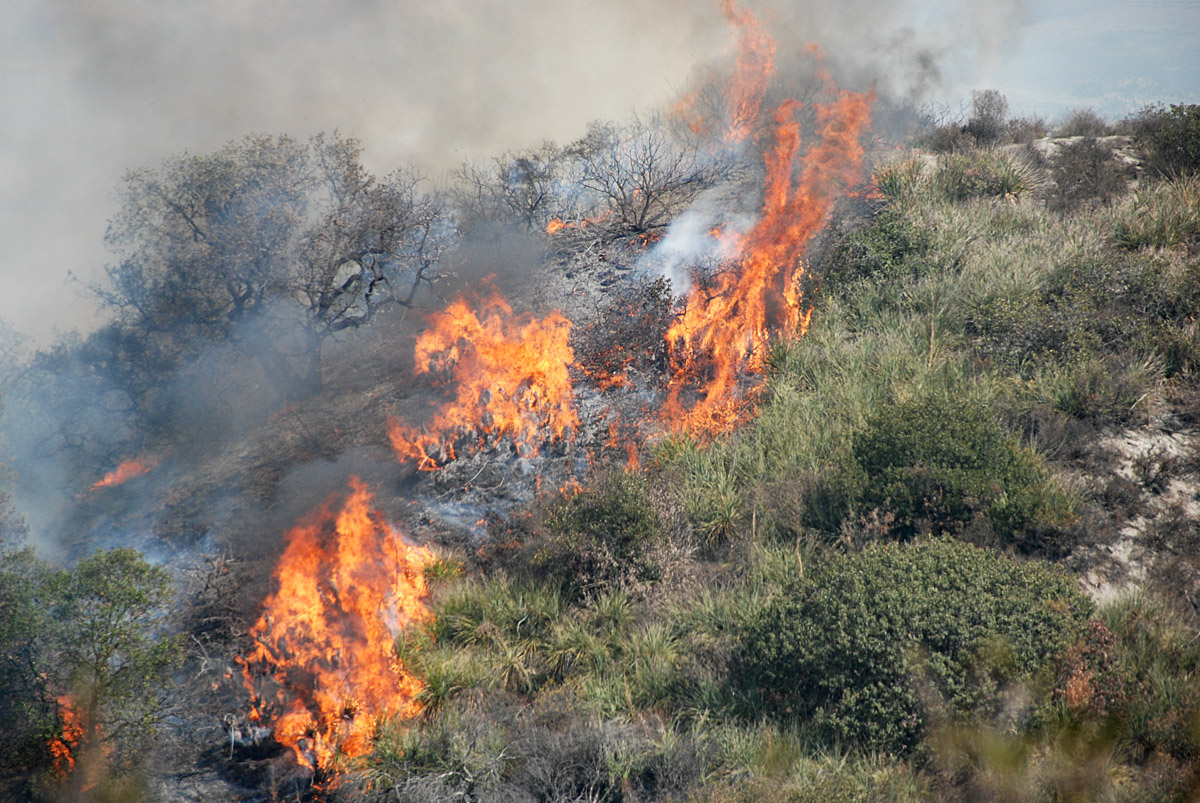
캘리포니아 산불

말리부의 산불 발생 지역(빨간색)

캘리포니아 산불은 미국 서부 현지 시간으로 2007년 10월 21일에 미국 캘리포니아주 말리부 시와 샌디에이고 시 동부에서 일어난 화재 사건이다. 현지의 건조한 기후인 인디언 서머의 영향으로 불은 더 커졌고 1700 평방 킬로미터만큼의 땅이 이 산불로 인해 잿더미가 되었다. 이 산불로 인한 잿가루가 대기 중에 떠다니면서 가까이 있는 다른 도시들에게 피해를 주고 있다.
미국에 거주하는 한인들도 피해를 입어 수천명이 대피하였다고 한다.
이제까지 1600개가 넘는 집이 전소되었고, 6명이 사망, 41명이 부상당하였다.

## 2차 화재
11월 24일 또다시 산불이 발생했다.

## 같이 보기
- 캘리포니아 산불 목록